# Крістіан Стінструп
Крістіан Стінструп, Крістіан Стенструп (дан. Christian Steenstrup; 2 грудня 1873 — 28 листопада 1955) — данський і американський інженер та винахідник.
Народився в Данії. В 1894 році емігрував до США, з часом обійняв посаду головного інженера в компанії «General Electric».
Отримав понад 100 патентів на винаходи, серед яких найвідомішим є герметичний холодильний агрегат, винайдений ним у 1926 році.
На підставі розробки Стінструпа компанія у 1927 році випустила нову модель холодильників «Монітор-топ», що за популярністю випередила усі попередні.